# Pietro De Giorgio
Pietro De Giorgio (Praia a Mare, 16 febbraio 1983) è un allenatore di calcio ed ex calciatore italiano, di ruolo attaccante, tecnico del Potenza.

## Caratteristiche tecniche
Dotato di una buona tecnica individuale, giocava prevalentemente come trequartista ma poteva giocare come ala sinistra oppure anche da seconda punta.

## Carriera

### Giocatore
Originario di Verbicaro, comune in provincia di Cosenza, comincia a dare i primi calci al pallone nella Scuola Calcio Mediterranea di Scalea a qualche chilometro di distanza. Successivamente all'età di 14 anni si trasferisce alla Battipagliese, dove rimane tre anni prima di passare al Napoli nel 2000-2001. Nel corso della stagione torna alla Battipagliese in serie D dove disputa 11 partite. Nel campionato successivo, dopo aver effettuato il ritiro con la prima squadra alla guida di Luigi De Canio, va vicino all'esordio che però sfuma per il suo trasferimento al San Marino. Nella sua prima esperienza nel mondo professionistico, in C1, gioca 9 volte. Meno fortunato l'anno dopo con il Cittadella Padova, dove colleziona solo 1 presenza.
La prima occasione per dimostrare il proprio valore arriva a Melfi nel 2003-2004, quando segna 7 reti. Nei due anni successivi gioca con regolarità sia a Frosinone che a Giulianova, ma il suo ruolo in campo gli impedisce di vedere la porta come aveva fatto con frequenza in Basilicata. L'appuntamento con il gol torna nelle due esperienze successive con la Cavese: 13 reti in due stagioni.
Arrivato al Perugia con le migliori intenzioni, si mette in luce solo nel periodo con Sarri in panchina.
Nel 2009-2010 esordisce in serie B con la maglia dell'Empoli, con cui colleziona 19 presenze ed 1 rete.
Nell'estate del 2010 giunge al Crotone dove rimane per 7 stagioni. Al termine della 2015-2016 ottiene la promozione in Serie A, categoria in cui esordisce il 21 agosto 2016 entrando all'80º nella partita Bologna-Crotone. Nella sessione invernale del calciomercato viene ceduto in prestito al Latina.
Al termine della stagione dopo sette anni rescinde con i pitagorici e scende di categoria accasandosi al Vicenza appena retrocesso in Serie C.
Rimasto svincolato in seguito al fallimento del club berico, il 16 luglio 2018 viene tesserato dall'Este, seguendo così il suo ex allenatore Nicola Zanini. Dopo un biennio all'Este, si ritira dal calcio giocato nel 2020.

### Allenatore

#### Gli inizi
Dopo una stagione come collaboratore tecnico della Luparense, a dicembre 2021 passa al Lamezia Terme, in serie D, come allenatore in seconda. 

#### Potenza
La stagione successiva, si trasferisce in Serie C al Potenza, sempre come allenatore in seconda. Il 10 ottobre 2023, dopo l'esonero di Alberto Colombo, assume l'incarico di tecnico dei potentini per una gara, prima dell'ingaggio di Franco Lerda, già suo allenatore quando giocava nel Crotone, il quale lo porta nel suo staff con il ruolo di collaboratore tecnico. Il 7 dicembre 2023, dopo 2 sconfitte consecutive, il tecnico piemontese viene sollevato dall’incarico e lui assume la guida dei rossoblu per due gare. Con l'arrivo di Marco Marchionni come nuovo allenatore della Prima Squadra, De Giorgio viene nominato tecnico della formazione Primavera, ruolo che mantiene fino all'esonero dell'allenatore marchigiano a due giornate dal termine, quando la società decide di nominarlo allenatore fino al termine della stagione. Conclude al quintultimo posto salvandosi poi ai play-out dove ha la meglio sul Monterosi Tuscia. Nella stagione 2024/25 la squadra lucana arriva settima ai play-off e viene eliminata al secondo turno per mano del Catania.

## Statistiche

### Presenze e reti nei club
| Stagione         | Squadra          | Campionato       | Campionato | Campionato | Coppe nazionali | Coppe nazionali | Coppe nazionali | Coppe continentali | Coppe continentali | Coppe continentali | Altre coppe | Altre coppe | Altre coppe | Totale | Totale |
| Stagione         | Squadra          | Comp             | Pres       | Reti       | Comp            | Pres            | Reti            | Comp               | Pres               | Reti               | Comp        | Pres        | Reti        | Pres   | Reti   |
| ---------------- | ---------------- | ---------------- | ---------- | ---------- | --------------- | --------------- | --------------- | ------------------ | ------------------ | ------------------ | ----------- | ----------- | ----------- | ------ | ------ |
| 2000-2001        | Battipagliese    | D                | 11         | 0          | CI-D            | 0               | 0               | -                  | -                  | -                  | -           | -           | -           | 11     | 0      |
| 2001-2002        | San Marino       | C2               | 9          | 0          | CI-C            | 0               | 0               | -                  | -                  | -                  | -           | -           | -           | 9      | 0      |
| 2002-2003        | Cittadella       | C1               | 1          | 0          | CI-C            | 0               | 0               | -                  | -                  | -                  | -           | -           | -           | 1      | 0      |
| 2003-2004        | Melfi            | C2               | 31         | 7          | CI-C            | 0               | 0               | -                  | -                  | -                  | -           | -           | -           | 31     | 7      |
| 2004-2005        | Frosinone        | C1               | 25         | 0          | CI+CI-C         | 0               | 0               | -                  | -                  | -                  | -           | -           | -           | 25     | 0      |
| 2005-gen. 2006   | Frosinone        | C1               | 6          | 0          | CI+CI-C         | 0               | 0               | -                  | -                  | -                  | -           | -           | -           | 6      | 0      |
| Totale Frosinone | Totale Frosinone | Totale Frosinone | 31         | 0          |                 | 0               | 0               |                    | -                  | -                  |             | -           | -           | 31     | 0      |
| gen.-giu. 2006   | Giulianova       | C1               | 13         | 1          | CI-C            | 0               | 0               | -                  | -                  | -                  | -           | -           | -           | 13     | 1      |
| 2006-2007        | Cavese           | C1               | 27+2       | 7          | CI+CI-C         | 2+0             | 1+0             | -                  | -                  | -                  | -           | -           | -           | 31     | 8      |
| 2007-2008        | Cavese           | C1               | 31         | 5          | CI-C            | 0               | 0               | -                  | -                  | -                  | -           | -           | -           | 31     | 5      |
| Totale Cavese    | Totale Cavese    | Totale Cavese    | 58+2       | 12         |                 | 2               | 1               |                    | -                  | -                  |             | -           | -           | 62     | 13     |
| 2008-2009        | Perugia          | 1D               | 31         | 2          | CI+CI-LP        | 2+0             | 0               | -                  | -                  | -                  | -           | -           | -           | 33     | 2      |
| ago. 2009        | Perugia          | 1D               | 0          | 0          | CI+CI-LP        | 2+0             | 0               | -                  | -                  | -                  | -           | -           | -           | 2      | 0      |
| Totale Perugia   | Totale Perugia   | Totale Perugia   | 31         | 2          |                 | 4               | 0               |                    | -                  | -                  |             | -           | -           | 35     | 2      |
| 2009-2010        | Empoli           | B                | 19         | 1          | CI              | 1               | 0               | -                  | -                  | -                  | -           | -           | -           | 20     | 1      |
| 2010-2011        | Crotone          | B                | 40         | 2          | CI              | 2               | 0               | -                  | -                  | -                  | -           | -           | -           | 41     | 2      |
| 2011-2012        | Crotone          | B                | 32         | 2          | CI              | 3               | 0               | -                  | -                  | -                  | -           | -           | -           | 35     | 2      |
| 2012-2013        | Crotone          | B                | 36         | 4          | CI              | 2               | 0               | -                  | -                  | -                  | -           | -           | -           | 38     | 4      |
| 2013-2014        | Crotone          | B                | 33+1       | 3          | CI              | 2               | 0               | -                  | -                  | -                  | -           | -           | -           | 36     | 3      |
| 2014-2015        | Crotone          | B                | 28         | 2          | CI              | 1               | 0               | -                  | -                  | -                  | -           | -           | -           | 29     | 2      |
| 2015-2016        | Crotone          | B                | 18         | 0          | CI              | 3               | 1               | -                  | -                  | -                  | -           | -           | -           | 21     | 1      |
| 2016-gen. 2017   | Crotone          | A                | 1          | 0          | CI              | 0               | 0               | -                  | -                  | -                  | -           | -           | -           | 1      | 0      |
| Totale Crotone   | Totale Crotone   | Totale Crotone   | 188+1      | 13         |                 | 13              | 1               |                    | -                  | -                  |             | -           | -           | 202    | 14     |
| gen.-giu. 2017   | Latina           | B                | 17         | 3          | CI              | 0               | 0               | -                  | -                  | -                  | -           | -           | -           | 17     | 3      |
| Totale Latina    | Totale Latina    | Totale Latina    | 17         | 3          |                 | 0               | 0               |                    | -                  | -                  |             | -           | -           | 17     | 3      |
| 2017-2018        | Vicenza          | C                | 34+2       | 6          | CI+CI-C         | 2               | 2               | -                  | -                  | -                  | -           | -           | -           | 38     | 8      |
| 2018-2019        | Este             | D                | 33         | 7          | CI-D            | 1               | 0               | -                  | -                  | -                  | -           | -           | -           | 34     | 7      |
| 2019-2020        | Este             | D                | 19         | 5          | CI-D            | 1               | 0               | -                  | -                  | -                  | -           | -           | -           | 20     | 5      |
| Totale Este      | Totale Este      | Totale Este      | 52         | 12         |                 | 2               | 0               |                    | -                  | -                  |             | -           | -           | 54     | 12     |
| Totale carriera  | Totale carriera  | Totale carriera  | 495+5      | 57         |                 | 24              | 4               |                    | -                  | -                  |             | -           | -           | 524    | 61     |

### Statistiche da allenatore
Statistiche aggiornate al 7 maggio 2025. 
| Stagione        | Squadra         | Campionato      | Campionato | Campionato | Campionato | Campionato | Coppe nazionali | Coppe nazionali | Coppe nazionali | Coppe nazionali | Coppe nazionali | Coppe continentali | Coppe continentali | Coppe continentali | Coppe continentali | Coppe continentali | Altre coppe | Altre coppe | Altre coppe | Altre coppe | Altre coppe | Totale | Totale | Totale | Totale | % Vittorie | Piazzamento           |
| Stagione        | Squadra         | Comp            | G          | V          | N          | P          | Comp            | G               | V               | N               | P               | Comp               | G                  | V                  | N                  | P                  | Comp        | G           | V           | N           | P           | G      | V      | N      | P      | %          | Piazzamento           |
| --------------- | --------------- | --------------- | ---------- | ---------- | ---------- | ---------- | --------------- | --------------- | --------------- | --------------- | --------------- | ------------------ | ------------------ | ------------------ | ------------------ | ------------------ | ----------- | ----------- | ----------- | ----------- | ----------- | ------ | ------ | ------ | ------ | ---------- | --------------------- |
| 2023-2024       | Potenza         | C               | 6+2        | 1+1        | 4+1        | 1          | CI-C            | -               | -               | -               | -               | -                  | -                  | -                  | -                  | -                  | -           | -           | -           | -           | -           | 8      | 2      | 5      | 1      | 25,00      | Ad interim, Sub., 16º |
| 2024-2025       | Potenza         | C               | 34+2       | 12+1       | 13         | 9+1        | CI-C            | 3               | 2               | 1               | 0               | -                  | -                  | -                  | -                  | -                  | -           | -           | -           | -           | -           | 39     | 15     | 14     | 10     | 38,46      | 7º                    |
| 2025-2026       | Potenza         | C               | 0          | 0          | 0          | 0          | CI-C            | 1               | 1               | 0               | 0               | -                  | -                  | -                  | -                  | -                  | -           | -           | -           | -           | -           | 1      | 1      | 0      | 0      | 100,00&    | in corso              |
| Totale carriera | Totale carriera | Totale carriera | 44         | 15         | 18         | 11         |                 | 4               | 3               | 1               | 0               |                    | -                  | -                  | -                  | -                  |             | -           | -           | -           | -           | 48     | 18     | 19     | 11     | 37,50      |                       |